# 仁岸村
仁岸村（にぎしむら）は、石川県鳳至郡に存在した村である。

## 地理

### 隣接していた市町村
- 村
  - 鳳至郡剱地村・阿岸村・羽咋郡西浦村・西増穂村・東増穂村・稗造村

## 歴史

### 沿革
- 1889年（明治22年）4月1日 町村制の施行により、鳳至郡舘分村、馬場村、滝町村、馬渡村、清沢村、切挟村、西中谷村、久川村、窕村、神明原村、木原月村、大釜村、上代村、黒岩村、入山村、渡瀬村及び飯川谷村を廃し、その区域をもって鳳至郡仁岸村を設置する。
- 1908年（明治41年）4月1日 鳳至郡剱地村、阿岸村及び仁岸村を廃し、その区域をもって鳳至郡剱地村を設置する。仁岸村の17大字は剱地村に継承。

## 行政

### 村長
| 代 | 人 | 氏名       | 就任                   | 退任                      | 備考 |
| -- | -- | ---------- | ---------------------- | ------------------------- | ---- |
| ?  | ?  | 輪島谷三平 | 1902年（明治35年）ごろ | 不詳                      |      |
| ?  | 6  | 高藤怵     | 不詳                   | 1908年（明治41年）3月31日 |      |

（木本武左衛門、泉歌次郎、中藤長左衛門、伊藤嘉久太郎）以上、詳細不明・順不同